# Fallah Bahh
Francis Flores (né le 12 août 1985 à Bloomfield dans le New Jersey) est un catcheur américain plus connu sous le nom de Fallah Bahh.

## Carrière

### Circuit Indépendant (2008-...)
Le 22 août 2015 lors de PWS Starland Ballroom Show, il perd contre Sabu.

### Impact Wrestling (2017-2022)
Lors de WrestlePro Brace For IMPACT, il perd contre Alberto El Patrón.

## Palmarès
- Chaotic Wrestling
  - 2 fois CW Tag Team Championship avec Kongo[5]

- GTS Wrestling
  - 1 fois GTS Championship

- Impact Wrestling
  - Turkey Bowl (2017) avec Eddie Edwards, Allie, Richard Justice et Garza Jr.
  - Turkey Bowl (2018) avec KM, Alisha Edwards, Kikutaro et Dezmond Xavier

- Independent Wrestling Federation
  - 2 fois IWF Heavyweight Championship
  - 1 fois IWF American Championship
  - 3 fois IWF Tag Team Championship avec Travis Blake (1), Chris Steeler (1), et Dan McGuire (1)

- Monster Factory Pro Wrestling
  - MFPW Tag Team Championship avec Bobby Wayward (1) et Mario Bokara (1, actuel)

- NWA Liberty City/NWA On Fire
  - 2 fois On Fire Tag Team Championship avec Makua

- Pro Wrestling Syndicate
  - 1 fois PWS Heavyweight Championship
  - 1 fois PWS Tag Team Championship avec DJ Phat Pat

- Reality of Wrestling
  - 1 fois ROW Heavyweight Championship

- Warriors of Wrestling
  - 1 fois WOW Tag Team Championship avec Harley

## Récompenses de magazines
| 2009 | 2009 | 2010 à 2017 | 2018 |
| ---- | ---- | ----------- | ---- |
| 370  | 370  | Non classé  | 446  |